# Mięsień zwieracz wewnętrzny odbytu

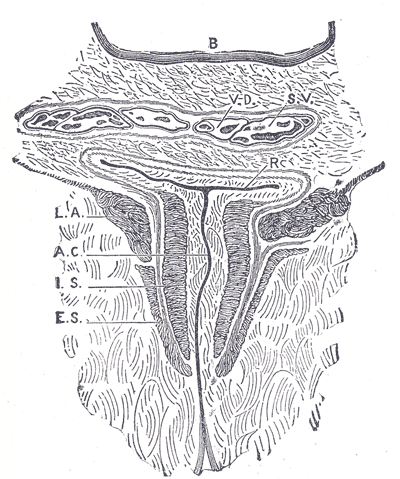
Czołowy przekrój przez kanał odbytu; B. światło pęcherza moczowego; V.D. nasieniowód; S.V. pęcherzyk nasienny; R. odbytnica; A.C. kanał odbytu; L.A. dźwigacz odbytu; I.S. zwieracz wewnętrzny; E.S. zwieracz zewnętrzny.

Mięsień zwieracz wewnętrzny odbytu (łac. musculus sphincter ani internus) – w anatomii człowieka dobrze zarysowany pierścień z mięśniówki gładkiej, którego okalająco biegnące włókna są przedłużeniem warstwy okrężnej błony mięśniowej odbytnicy. Jeden z dwóch mięśni pełniących tę funkcję. Kończy się na granicy między częścią powierzchowną i podskórną zwieracza zewnętrznego. Jego szerokość waha się w granicach między 1,5 do 3,5 mm, zależnie od wysokości i stopnia tonicznego skurczu. Zwykle jest cieńszy u kobiet; u obu płci grubieje wraz z wiekiem oraz w wypadku stanów chorobowych, takich jak wypadanie odbytnicy czy przy przewlekłym zaparciu. Mięsień unaczyniony jest przez końcowe gałęzie tętnic: odbytniczej górnej oraz odbytniczej dolnej. Krew odpływa splotem żylnym odbytniczym, a potem jednoimiennymi żyłami.
Unerwienie mięśnia zwieracza wewnętrznego odbytu pochodzi od układu autonomicznego poprzez włókna nerwowe ciągnące się ku dołowi od dolnej części odbytnicy. Włókna współczulne mają początek w segmentach L1–L2 rdzenia kręgowego i docierają przez splot podbrzuszny dolny; powodują pobudzenie i niezależny od woli skurcz mięśnia. Włókna przywspółczulne biegną od segmentów S2–S4 rdzenia, również wzdłuż wyżej wspomnianego splotu i są odpowiedzialne za rozkurcz mięśniówki. Zwieracz wewnętrzny rozkurcza się pod wpływem stymulacji odbytnicy oraz somatycznych nerwów czuciowych przepony miednicy, co dowodzi istnienia dodatkowych łuków odruchowych, zarówno na poziomie lokalnym, jak i biegnących poprzez część krzyżową rdzenia kręgowego. Z tego też względu odruch wypróżniania jest zachowany u ludzi i innych zwierząt nawet po całkowitym przecięciu rdzenia.